# Pelophylax nigromaculatus
Pelophylax nigromaculatus es una especie de anfibio anuro de la familia Ranidae. Se utiliza como alimento lo que ha causado un fuerte declive de sus poblaciones.
Se encuentra en el este y noreste de China, el valle del río Amur en Rusia, la península coreana y la mayor parte de Japón excepto Hokkaido. Es una especie que vive a baja altitud, desde el nivel del mar a 2200 m en una gran variedad de hábitats desde desiertos a matorrales y bosques siempre que disponga agua estancada o de movimiento lento. 
Se considera la rana verdadera más abundante de Corea. Los machos adultos son de 6-9 cm de longitud, las hembras son mayores. Los machos tienen un único par de sacos bucales. La época reproductora es de abril a junio. Los huevos se depositan en grupos de 1800 a 3000 en agua poco profunda.

## Publicación original
- Hallowell, 1861 "1860": Report upon the Reptilia of the North Pacific Exploring Expedition, under command of Capt. John Rogers, U. S. N. Proceedings of the Academy of Natural Sciences of Philadelphia, vol. 12, p. 480-510 (texto íntegro).